# Amastus bertrandi
Amastus bertrandi är en fjärilsart som beskrevs av De Toulgoët 1981. Amastus bertrandi ingår i släktet Amastus och familjen björnspinnare. Inga underarter finns listade i Catalogue of Life.